# Gray Peak (Wyoming)
Der Gray Peak ist ein Berg im nordwestlichen Teil des Yellowstone-Nationalparks im US-Bundesstaat Wyoming. Sein Gipfel hat eine Höhe von 3140 m. Er befindet sich wenige Kilometer südlich der Grenze zum Bundesstaat Montana und ist Teil der Gallatin-Range in den Rocky Mountains.

## Belege
1. ↑  GNIS Detail - Gray Peak. Abgerufen am 23. Dezember 2020.